# Castillo de Mequinenza
El castillo de Mequinenza es un palacio-castillo intacto en lo alto de una colina dominando la confluencia de los ríos Ebro, Segre y Cinca, ubicado en la localidad homónima de Aragón (España). Fue construido por los Moncada, señores de la baronía de Mequinenza. Data de los siglos XIV y XV, aunque en 1959 lo reformó considerablemente el arquitecto Adolfo Florensa. Señala el punto fronterizo entre Aragón y Cataluña, y entre las provincias de Zaragoza y Lérida.
Pese a que actualmente es una propiedad privada que pertenece a la Fundación ENDESA, el régimen de visitas al Castillo permite hacerlo los martes laborables por la mañana. Para ello, hay que ponerse en contacto con la Oficina de Turismo del Ayuntamiento de Mequinenza.

## Historia
En origen el castillo se ha identificado con la fortaleza musulmana descrita por el cronista árabe Edrisí con el nombre de Miknasa que decía de ella que era “pequeña, de fuerte aspecto y se halla en las fronteras del Andalus”.
Alfonso II de Aragón cedió a Armengol VII de Urgel en 1192 la villa de Mequinenza y el castillo, pasando a partir del siglo XIII a dominio de la familia Moncadas que en 1581 recibió el título de marquesado de Aytona y en 1722, por extinción de su línea directa, sus señoríos recayeron en el ducado de Medinaceli.
Durante la rebelión catalana contra Felipe IV fue una fortaleza de primera línea donde pudo refugiarse el ejército real, derrotado por el franco-catalán de Charcot (1644). En la guerra de la Independencia española el castillo fue atacado por tropas francesas a lo largo de 1808-1809 y capituló ante el general Suchet tras una larga lucha el 8 de junio de 1810, las tropas españolas lo recuperarían el 17 de febrero de 1814. El nombre de Mequinenza aparece en el Arco de Triunfo de la plaza L’Etoile y figura entre los nombres de las plazas fuertes: Nápoles, Plaisance, Madrid y Mequinenza. En 1816 el rey Fernando VII reincorporó Mequinenza y su castillo a la Corona como acuartelamiento militar. Tras la guerra civil, en 1939, el castillo quedó sin guarnición y se abandonó. En la actualidad pertenece a la Fundación Endesa y solo es visitable los martes previa llamada al ayuntamiento. Se encuentra en muy buen estado de conservación.

## Descripción

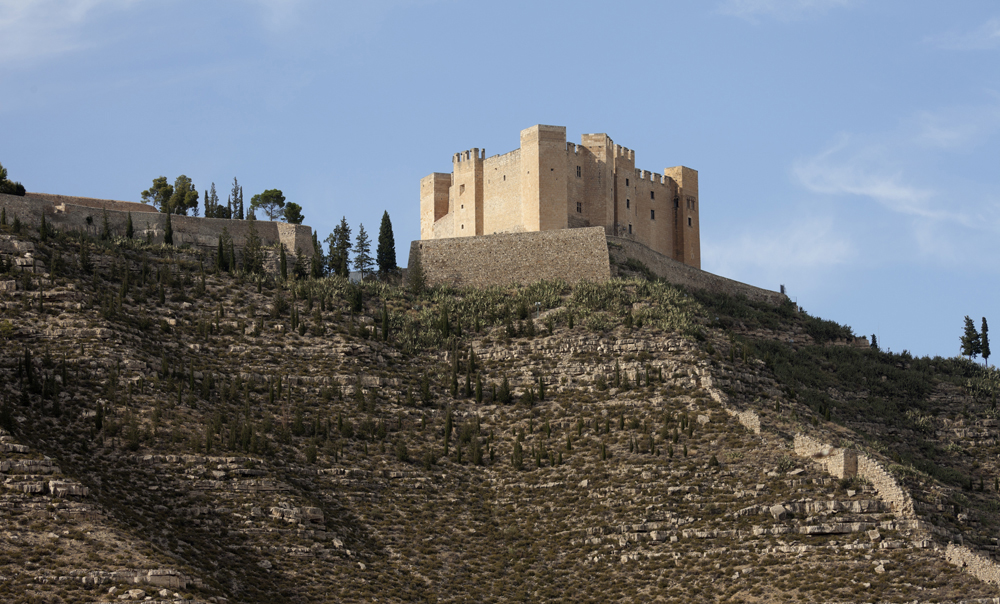
Castillo de Mequinenza.

Castillo gótico de finales del siglo XIV y principios del XV aunque al haber estado en uso hasta la primera mitad del siglo XX, las fortificaciones exteriores atienden a características de la arquitectura militar moderna.

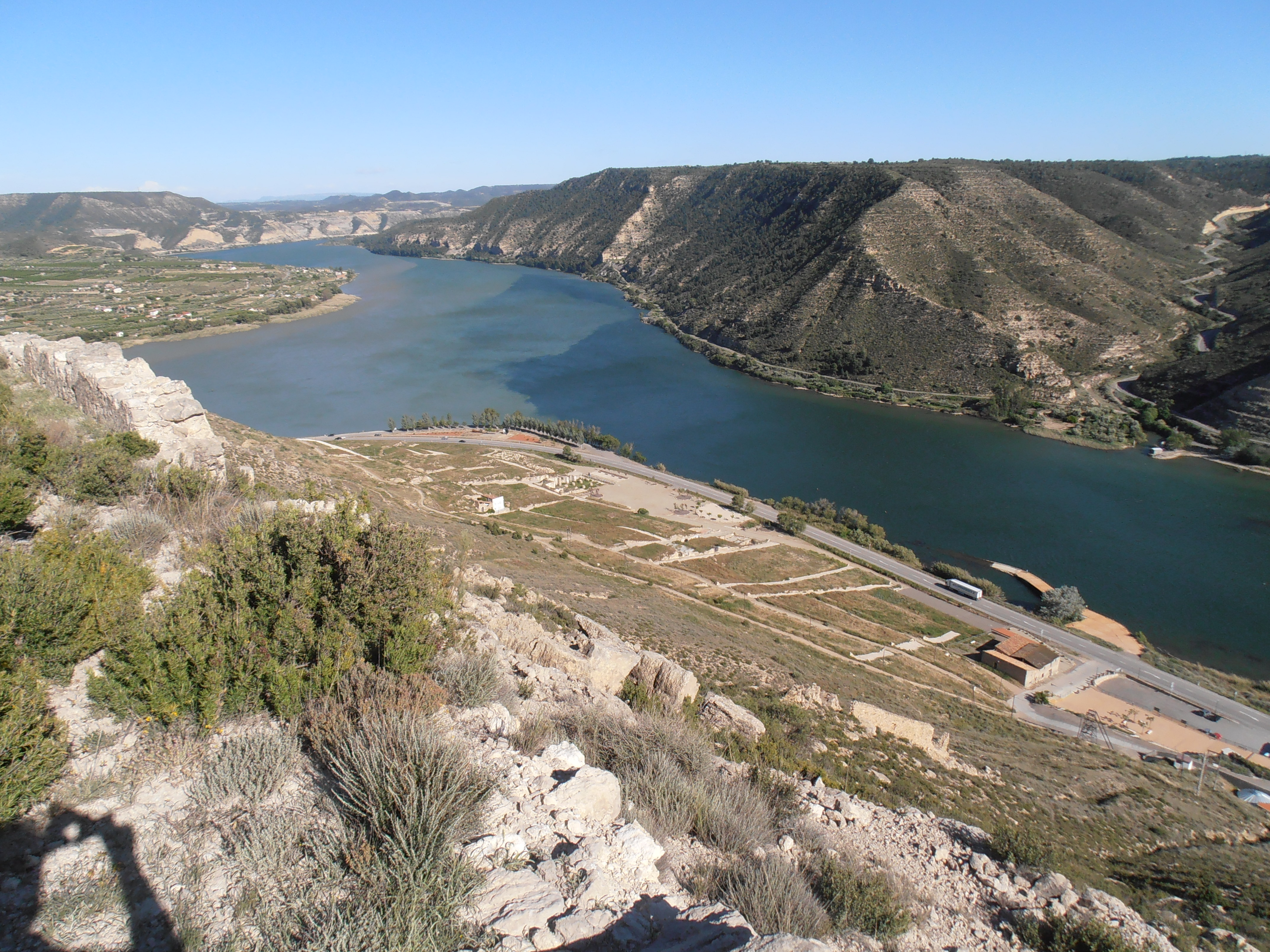
Vista de la confluencia de los ríos Ebro, Segre y Cinca desde el Castillo de Mequinenza.

Hasta la llegada de los tiempos modernos, la villa y el castillo de Mequinenza formaron un conjunto único. Las murallas del castillo no se limitarona circunscribir o cobijar las construcciones militares ubicadas en la cima escarpada sino que, como indicaba Quadrado "los muros de su mole se desprenden y bajan hacia el Ebro para abrazar holgadamente a la población". En aquel entonces, cabe pensar que la población se ubicaba entre murallas y después de la desaparición de éstas, creció y se expansionó considerablemente siempre a orillas del Ebro. Las luchas que debió sufrir constamentente el castillo y la población hicieron que éstos no pudieran expansionarse y embellecerse, siendo ambos víctimas de incendios y saqueos, durante las invasiones sarracenas, durante las luchas medievales y durante el asedio francés en la Guerra de la Independencia.
El castillo-palacio es de forma cuadrangular irregular, con seis torres rectangulares y una séptima que pentagonal que es fruto de una reforma del siglo XVII. Dos de las torres guardan la entrada. El castillo se encuentra sobre un espolón de 185 m de desnivel divisando la confluencia de los ríos Segre, Cinca y Ebro. Está protegido en la vertiente sur por una escarpada ladera en la que son visibles los restos de una muralla que desciende buscando hacia el río y en el lado norte la protección proviene de un foso artificial.
El acceso al castillo se realiza por su flanco meridional, a través de una puerta con arco de medio punto protegida por dos torres. En la puerta se conserva el blasón de los Moncada. El interior se organiza alrededor de un patio descubierto sobre el que se articulan las dependencias y con aljibe excavado en la roca. En el sur tiene tres arcadas apuntadas y en el ala norte conserva una escalera que conduce a la segunda planta, donde está la Sala de Armas cubierta por bóveda de cañón apuntado. En el ala oeste está la gran sala, que conserva los macizos arcos diafragmas que sustentaban la techumbre de vigas, siendo el lugar donde se ubicaba la antigua capilla.

## La reconquista
En el año 1133 la población, en manos de los árabes, es conquistada por Alfonso I el Batallador, rey de Aragón. Nuevamente, la población es reconquistada por los sarracenos y finalmente fue conquistada definitivamente por Ramón Berenguer IV en 1185. Alfonso II de Aragón al casarse con doña Sancha dio a esta como prenda de su real estimación la villa de Mequinenza. Más tarde, en 1192, el mismo rey la cede a Armengol, conde de Urgel. Del Dominio de los Condes de Urgel pasó el castillo y la villa de Mequinenza al de Ramón Guillén de Moncada y por sucesión hereditaria, pasó a los Marqueses de Aytona y después a los Duques de Medinaceli.
| Año                     | Tenente                        | Señor                                                             | Monarca                                    |
| ----------------------- | ------------------------------ | ----------------------------------------------------------------- | ------------------------------------------ |
| 1133                    | Lope Iñíguez (o Lope Enecones) |                                                                   | Alfonso I (1104-1134)                      |
| 1134 (agosto-diciembre) | Fortún Galíndez                |                                                                   | Alfonso I (1104-1134)                      |
| 1135                    | Lope López                     |                                                                   | Ramiro II (1134-1137)                      |
| 1153-?                  |                                | Guillén Ramón de Moncada                                          | Petronila y Ramón Berenguer IV (1137-1162) |
| 1160-1168               | Arpa                           |                                                                   | Petronila y Ramón Berenguer IV (1137-1162) |
| 1160-1168               | Arpa                           | Alfonso II y doña Sancha (1162-1196)                              |                                            |
| 1189?-1207              |                                | Condes de Urgel Armengol VIII                                     | Pedro II (1196-1213)                       |
| 1207-1230               |                                | Guillén de Cervera                                                | Pedro II (1196-1213)                       |
| 1207-1230               | Jaime I (1213-1276)            | Guillén de Cervera                                                |                                            |
| 1230                    |                                | Tomás de Sant Climent Ramón Berenguer de Ager Constanza de Aragón |                                            |
| 1231-1232               |                                | Tomás de Sant Climent                                             |                                            |
| 1232?                   |                                | Pedro Sanç                                                        |                                            |
| 1237-1243               |                                | Tomás de Sant Climent                                             |                                            |

En 1212, Pedro II prometió a su hija legitimada (Constanza de Aragón, contraída fuera de su matrimonio), al noble catalán Guillén Ramón de Moncada en una fiesta celebrada en Tauste. La dote que aportaría la infanta serían los señoríos de Mequinenza, Aytona, Albalate de Cinca, Serós y Soses con todos sus derechos, castillos, villas y términos. Se iniciaba así la rama de Aytona del linaje de Moncada, que toma el nombre del más importante de los señoríos que Constanza recibió. A partir de este momento, los descendientes del linaje de los Moncada serán los señores de Mequinenza.
| Año                          | Señor                                                 |
| ---------------------------- | ----------------------------------------------------- |
| 1212 (año de la dote) - 1250 | Constanza de Aragón, I señora de Aytona               |
| 1243/1245-1266               | Pedro Ramón de Moncada, II señor de Aytona            |
| 1266?-1285                   | Guillén Ramón de Moncada, señor de Serós y Mequinenza |
| 1253-1266?*                  | Constanza de Moncada                                  |
| 1285-1313                    | Berenguela de Moncada, señora de Serós y Mequinenza   |
| 1313-1320                    | Elisenda de Moncada, Señora de Serós y Mequinenza     |
| 1320-1322                    | Oto de Moncada "el Viejo", IV señor de Aytona         |
| 1322-1327?                   | Elisenda de Moncada, Señora de Serós y Mequinenza     |
| 1327?-1341                   | Oto de Moncada "el Viejo", IV señor de Aytona         |
| 1341-1354                    | Oto de Moncada y Moncada, V Señor de Aytona           |
| 1354-1371                    | Guillén Ramón de Moncada, VI Señor de Aytona          |
| 1371-1421                    | Oto de Moncada, VII señor de Aytona                   |
| 1421-1455                    | Guillén Ramón de Moncada, VIII señor de Aytona        |

## Prisión del Príncipe de Salerno
El castillo de Mequinenza fue mansión en 1288 de Carlos II de Anjou Príncipe de Salerno, hijo de Carlos de Anjou, rey de Nápoles y Sicília, dado en rehenes por Alfonso III a sus barones.
Alfonso III hizo prisionero al citado Príncipe de Salerno cuando el padre de este disputaba a aquel la Corona de Sicilia, después que había estado desposeíddo de ella en las famosas vísperas sicilianas y atribuido aquel reino a la Casa de Aragón. Alfonso encerró a aquel preso, inicialmente en el castillo de Monclús, pero viendo la poca seguridad que ofrecía por la proximidad con Francia, lo trajo al castillo de Mequinenza hasta que fue puesto en libertad en 1288 en cumplimiento del tratado de Canfranc. Una de las condiciones impuestas era que la Provenza caería bajo el vasallaje de Alfonso III si Carlos de Anjou incumplía aquello a lo que se le obligaba. Fray Miguel de Salas indicaba la importancia del Castillo de Mequinenza ya que "a un príncipe tan grande no se le daría Palacio que no fuera proporcionado a la grandeza y soberanía de su persona".

## Asedio de Mequinenza durante la Guerra de la Independencia
El Castillo de Mequinenza sufrió diversos embates al comienzo de siglo XIX con la Guerra de la Independencia y la invasión napoleónica. En aquel momento, Madoz destaca que la población formó "compañías enteras con su juventud que se hallaban en los memorables sitios de Zaragoza". Los franceses, después de haber tomado Lérida quisieron hacer lo mismo con Mequinenza cuya posesión ansiaban por considerarla la "llave estratégica del Ebro" y estar situada en una altura dominante sobre la desembocadura de los tres ríos. El mariscal Suchet, que mandaba en aquella zona encomendó al general Musnier aquella misión. Pero Mequinenza y su castillo resistieron heroicamente durante tres embates acometidos por el ejército francés durante el año 1808. El ataque se reanudó en junio de 1809 nuevamente con derrota francesa. Musnier, viendo que la operación era muy difícil por la situación estratégica defensiva del castillo decidió que abriría un camino desde Torrente de Cinca que conduciría hasta el poniente de Mequinenza para hacer llegar a sus hombres y su artillería al castillo. La dura operación puso se puso en marcha el 15 de mayo de 1810 y se alargó hasta el primero de junio, tiempo en el cual los franceses ocuparon las posiciones más importantes a orillas del Ebro y del Segre.
El Castillo se hallaba en ese momento defendido por 1200 hombres al mando del coronel Carbón. En la noche del 2 al 3 de junio se abrió la brecha y en la del 4 al 5 el ejército francés logró penetrar en la villa, saqueando y prendiendo fuego a muchas casas. Tres días después, destruidas las principales defensas del castillo y sin abrigo alguno, la guarnición española se rindió, quedando prisionera de guerra. La conquista del Castillo de Mequinenza supuso una de las grandes victorias en el valle del Ebro, por lo que debido a su gran importancia decidieron inscribirla en el Arco del Triunfo de París inmediatamente debajo del nombre de Madrid.

## El Castillo de Mequinenza durante elsigloXIX

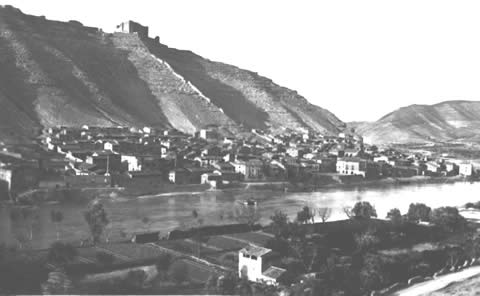
Pueblo Viejo de Mequinenza a orillas del río Ebro.

La fortaleza siguió prestando posteriormente sus servicios hasta época reciente. Después de la rendición francesa, mantuvo guarnición durante el siglo XIX y se vio afectado por nuevos avatares políticos y militares que sucedieron en la historia de España y especialmente durante las guerras carlistas. Ya había perdido ya su posición de palacio residencial de los Moncada y los Marqueses de Aytona y sus dependencias se habían adaptado a las necesidades de la guerra incluyendo nuevos dormitorios, la residencia del gobernador, almacenes de artillería, almacenes de fortificación, calabozos, dormitorios de artilleros, horno de pan, cementerio o varios polvorines.
En 1816 hay constancia de una R.O. dictada por el rey Fernando VII con fecha de 31 de mayo de 1816 que expone que la villa de Mequinenza solicita al rey ponerla bajo su real dominio. El día 10 de enero de 1819 el corregidor de la ciudad de Fraga pasó a las Casas del Ayuntamiento y a su Sala Capitular para hacer cumplir la Real Orden a través de la cual la villa y su plaza pasaban a ser incorporadas a la Real Corona. El Duque de Medinaceli, anterior propietario, exigió a la corona diversas compensaciones como dar posesión de un horno de pan de cocer, de varias dehesas, treudos, derechos a participaciones de furtas y diezmos, señalando que el señorío sobre la villa de Mequinenza y el Castillo no pertenecían más que a la Corona. El Castillo de Mequinenza había quedado en un estado de abandono importante con el derrumbe de sus techos y parte de sus murallas.